# Deepenreiengraben

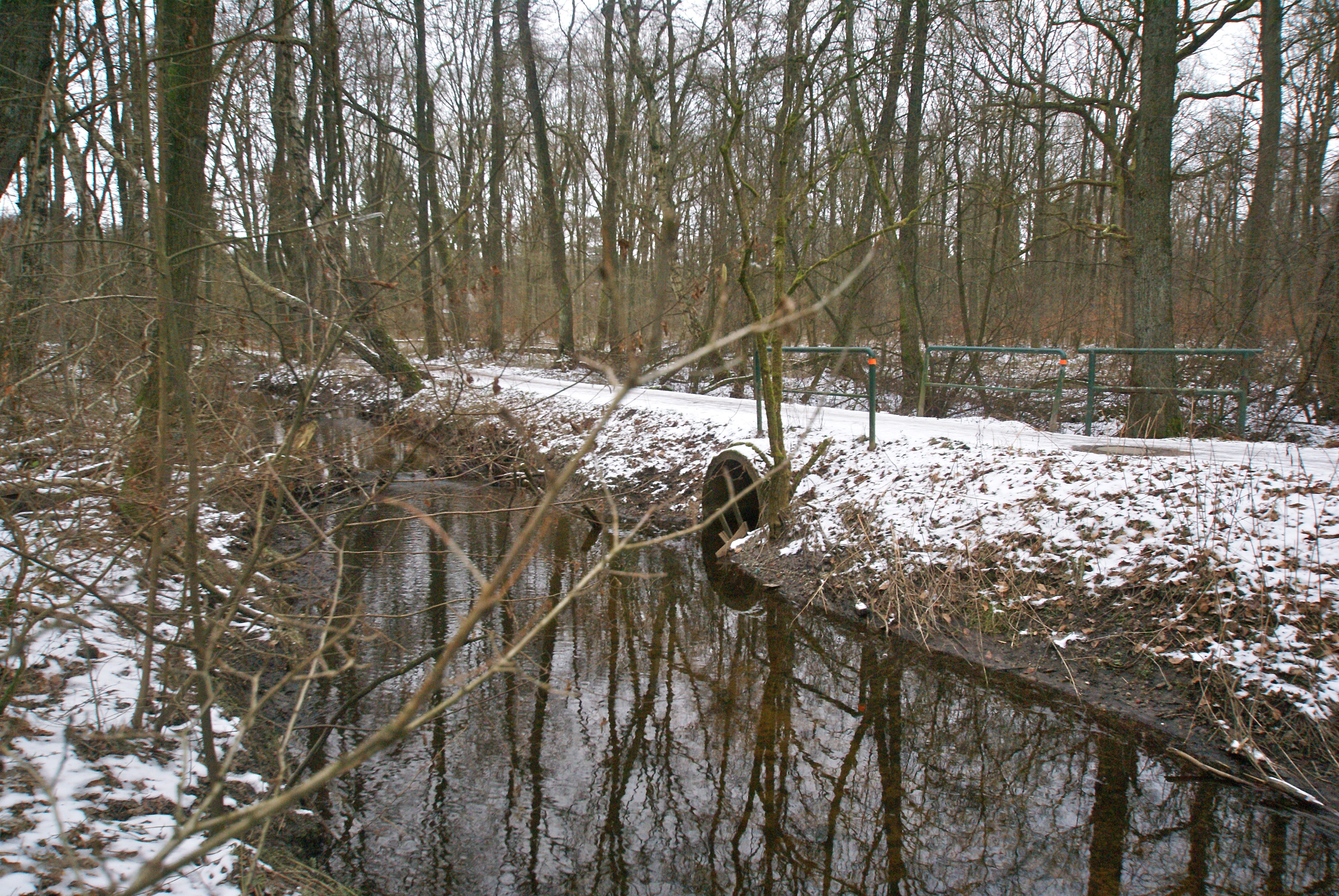
Al seu l'aiguabarreig el Moorbek i el Deepenreiengraben formen el Lottbek

El Deepenreiengraben és un petit riu font del Lottbek a l'estat d'Hamburg a Alemanya Neix a l'aiguamoll dels Duvenwischen al nucli de Volksdorf i desemboca al Lottbek a la seva confluència amb el Moorbek.